# Петренко В'ячеслав Юрійович

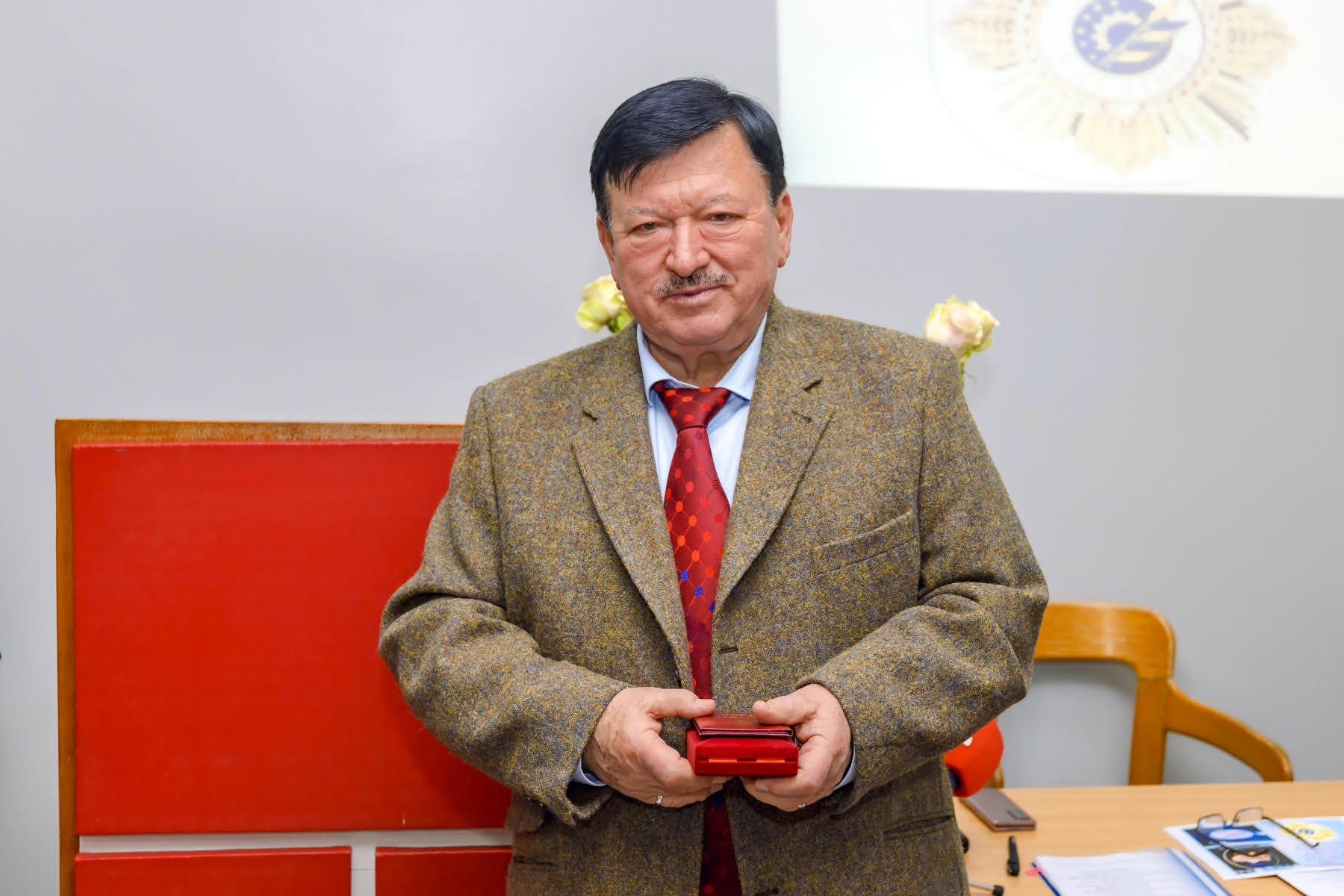
в лікарні

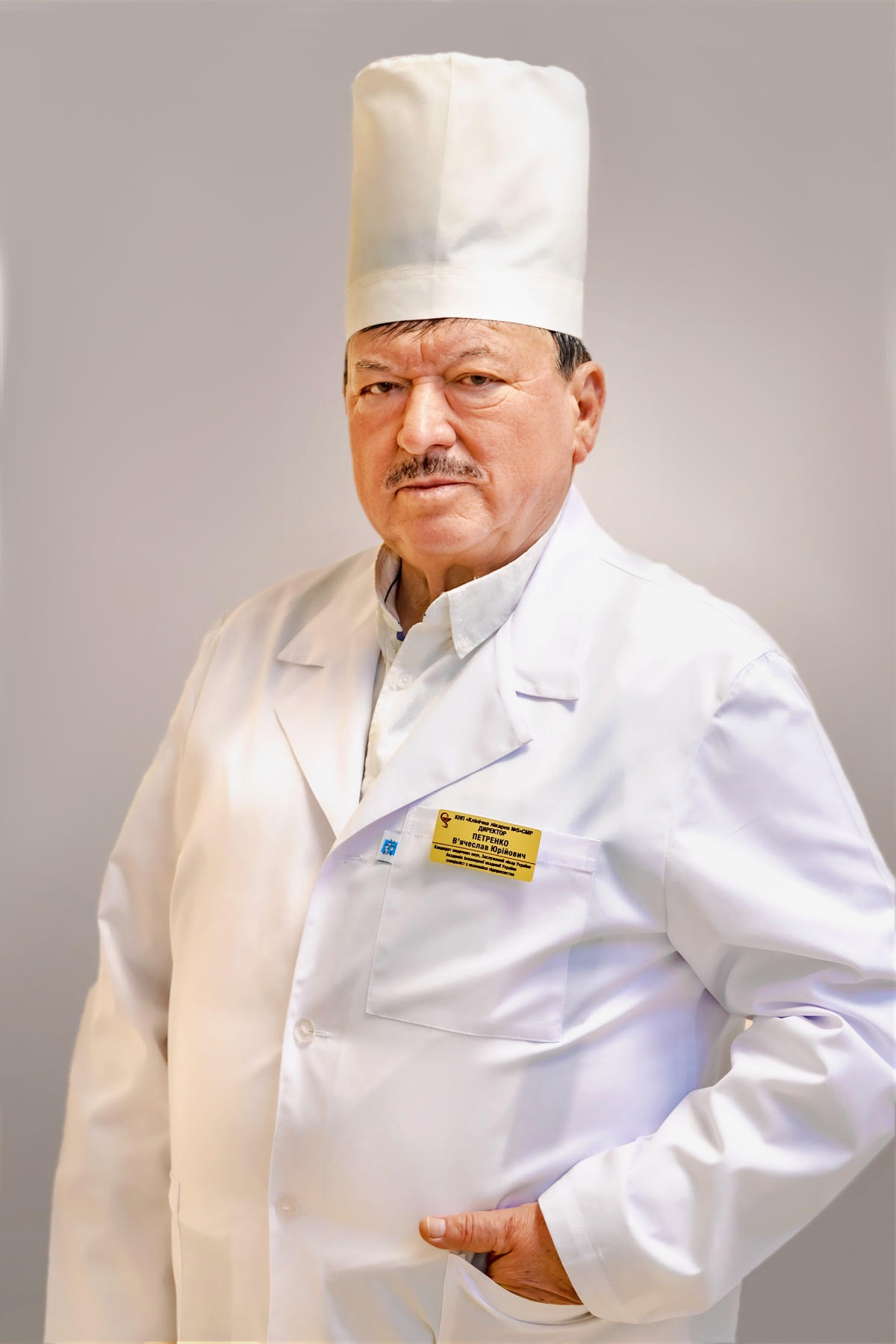
Петренко — перший директор КНП № 5

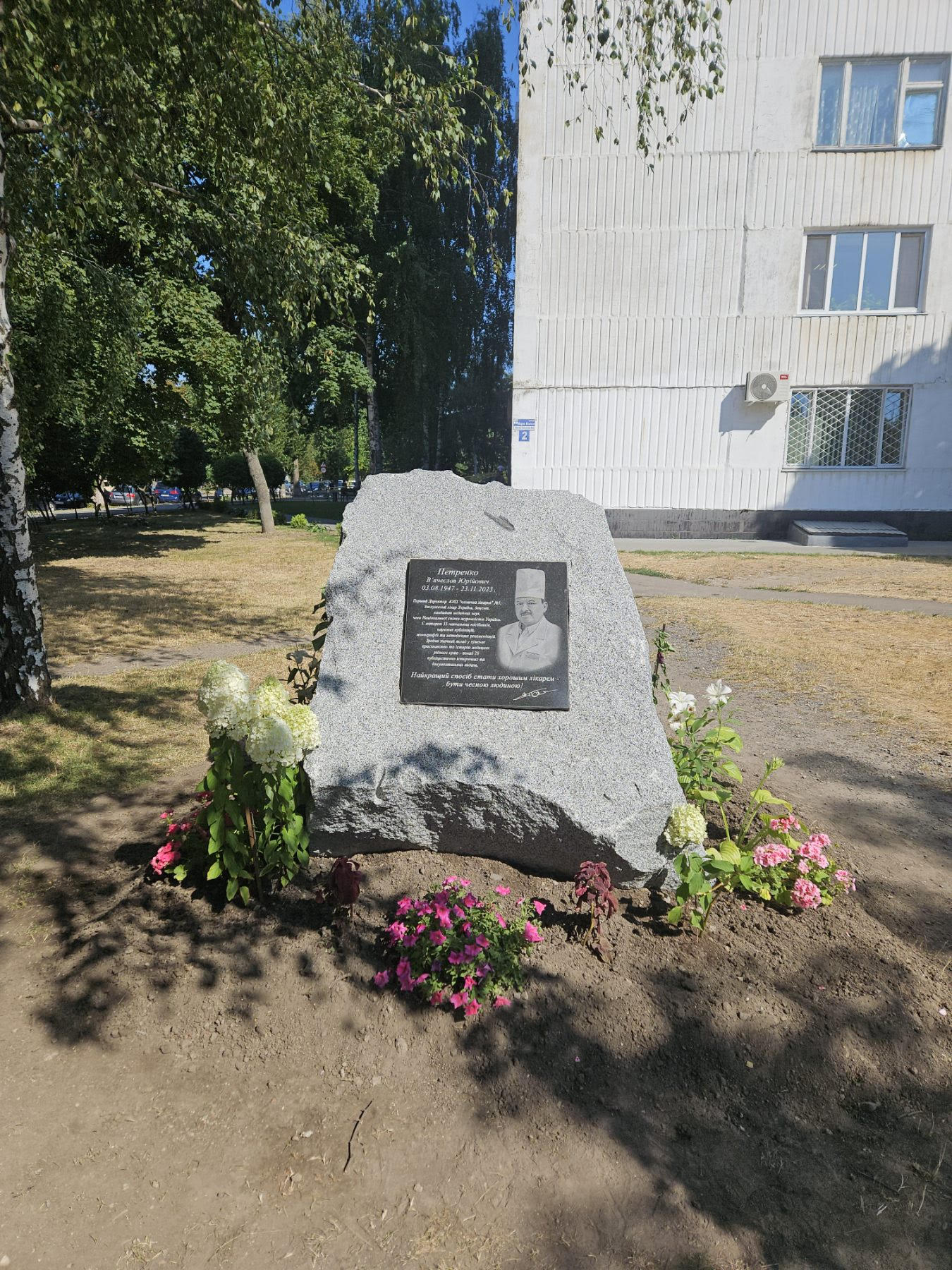
Меморіал встановлений 02.08.2024 року біля КНП № 5 на честь першого головного лікаря Петренко В.Ю.

Вячеслав Юрійович Петренко — кандидат медичних наук, доцент, Заслужений лікар України. Президент обласної асоціації медичних працівників. Перший директор КНП Клінічна лікарня № 5  м. Суми.  Член Національної спілки журналістів України.

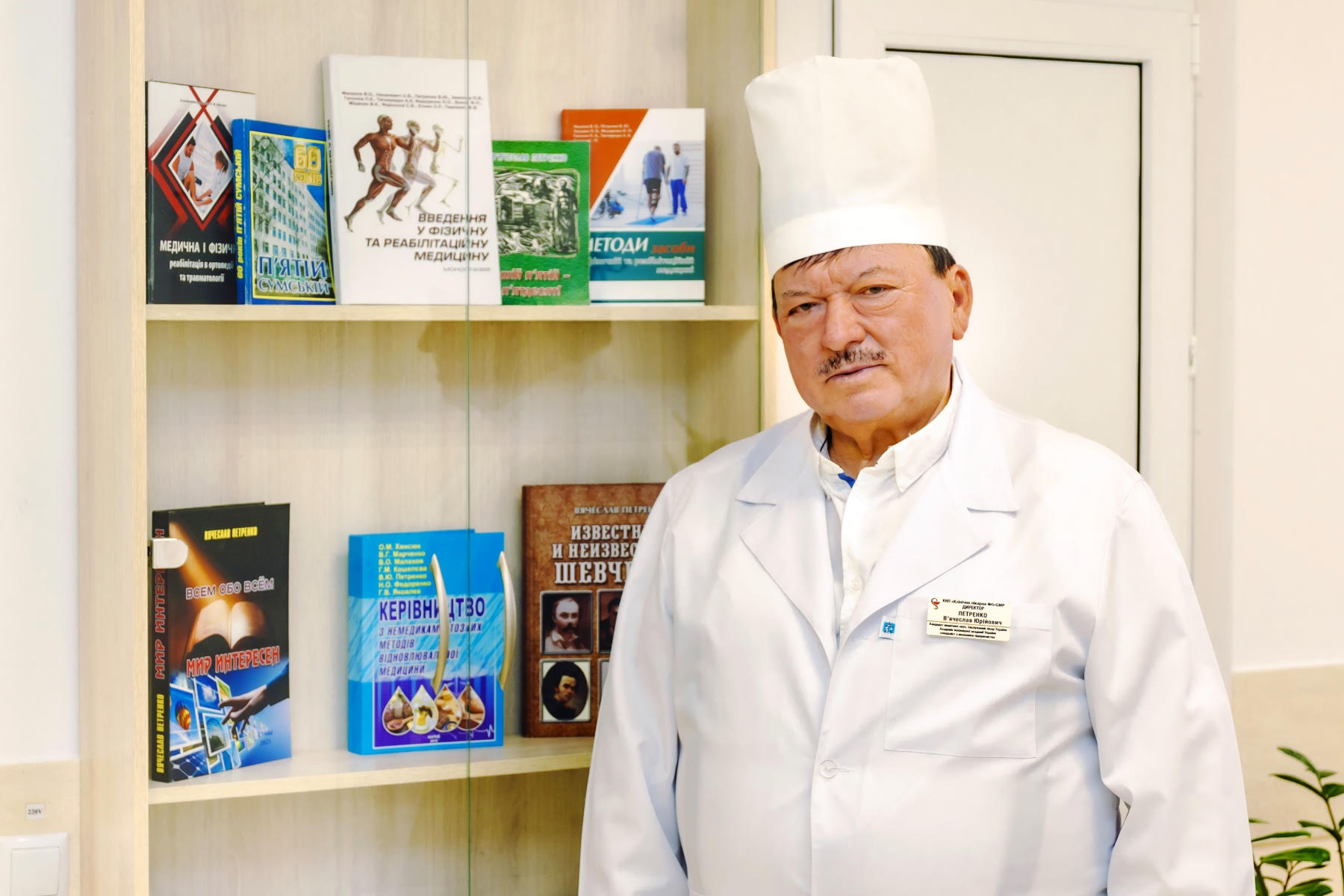
Петренко КНП № 5

## Життєпис[6][7]
Роки життя: 3 серпня 1947 - 23 листопада 2023.
Народився в с. Кузьки Конотопського району Сумської області в сім"ї службовця. Навчався в Воскресенській восьмирічній, потім в Конотопській середній школі №1. В 1965 році, після закінчення школи, працював викладачем фізичного виховання в Воскресенській школі і мріяв стати лікарем.

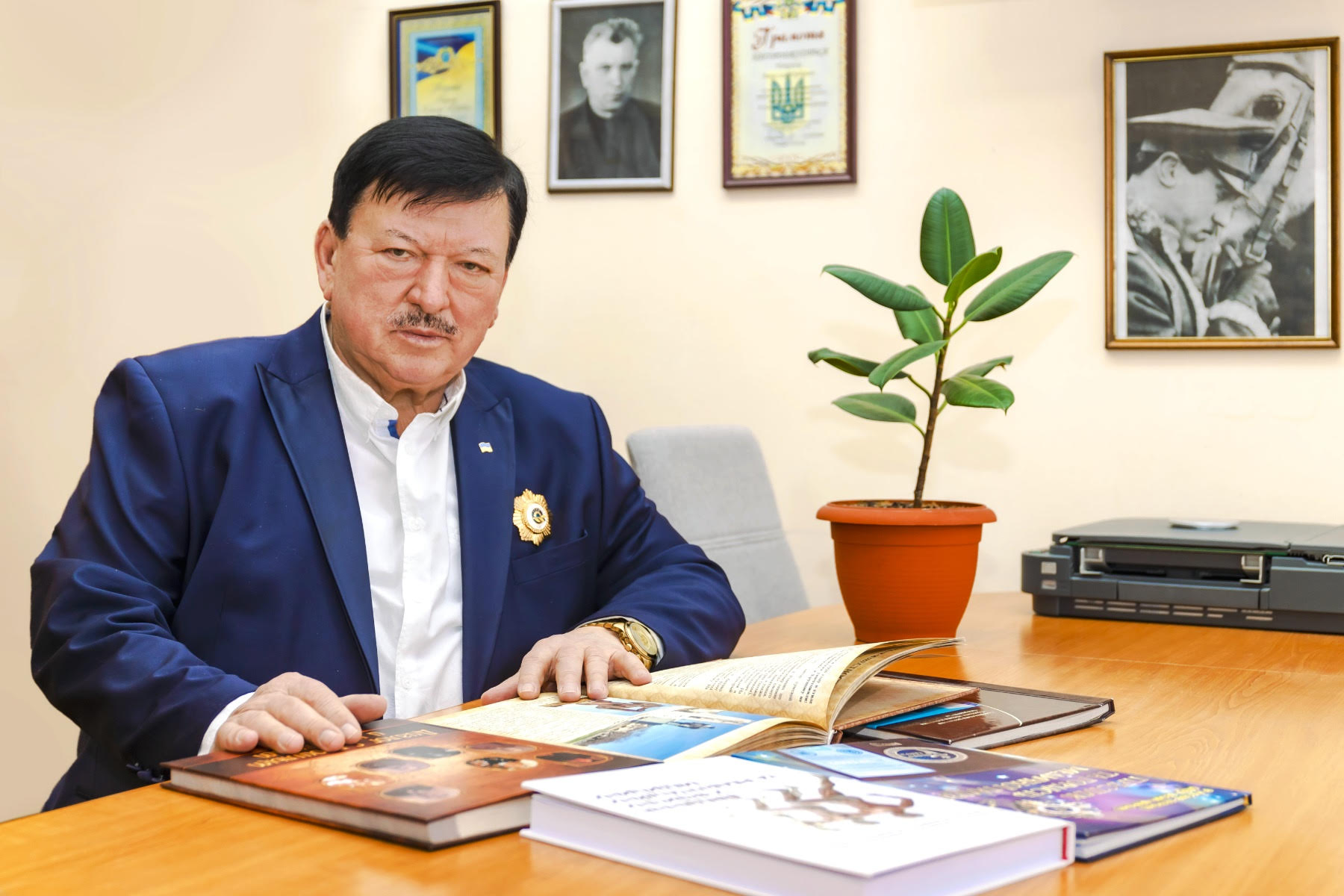
Фото в кабінеті Петренко В.І.

У 1965 році стає студентом лікувального факультету Чернівецького медичного інституту. Отримав диплом лікаря і направлення, молодий спеціаліст починає свою трудову діяльність у Липоводолинській центральній районній лікарні.
У листопаді 1979 року переведений на посаду Головного лікаря Конотопській районній лікарні.
З травня 1987 року по червень 1990 року Заступник Головного лікаря Сумської обласної лікарні.
З 1990 по 1994 працює Головним лікарем Центральної районної лікарні Сумського району.
З грудня 1994 по 1999 рік був Начальником обласного управління Охорони здоров`я Сумської області.
З квітня 1999 по листопад 2023 року Директор КНП Клінічна лікарня № 5 м. Суми.
Є автором 30 наукових публікацій, навчальних посібників, монографій, методичних рекомендацій.

## Нагороди[7]
- [10] Нагороджений орденами: "Пр.Агапіта Печерського",
- "Св.Ап. Андрія Первозванного"[11],
- "Зірка економіки України III ступеня"[12],
- Почесною відзнакою Сумської обласної ради "За великі досягнення" (2016)[13],
- Прочесної відзнакою Сумської міської ради "За заслуги перед містом " (2008)[14].
- Громадська діяльність Вячеслава Петренка відзначена орденами:  "Гордість галузі"[15],
- "За громадську доблість",
- "Трудової слави медаллю Європейського форуму Миру"[16],
- "Миротворцю Славянського Миру"[17].
- Лауреат Міжнародної Іміджевої програми "Краще Українське підприємство в номінації "Медицина і охорона здоров'я"
- Звання "Керівник року України" (2021).
- "Гордість галузі( трудова слава)" та вища суспільна нагорода "За громадську доблість"( 2021)[18],
- Орден "Хрест пошани" (2022)[19],
- Орден "Лідер України"(2023)[20].

## Творчість
Автор книг:
- "Нашій П'ятій 50",
- "60 років П'ятій Сумській"(2013),
- Медичний манускрипт " Медицина Сумського повітового земства в  документах"(2015)[6],
- "Земська медицина Сумщини"(2016),
- "Історія тріумфа і причини трагедії Харитоненко"(2017[21]),
- "Герасім Кондратьєв - загадка Сумського осадчего"(2018),
- "Диалог з прошлым и настоящим"(2019)[7],
- "Известный и неизвестный Шевченко" (2019)[22],
- " Сумські ярмарки"(2020)[23],
- " Люди, які зцілюють людей. Історичний шлях цілителів П'ятої Сумської- з нагоди 65-річчя КНП клінична лікарня №5"( 2020),[24]
- "Всем обо всем. Познай себя"(2020),
- "Все обо всем. Мир интересен."(2021)[25],
- "Всем обо всем. Калейдоскоп информации."(2021)[26],
- "Престиж та гордість медичної галузі"(2021)[27],
- " Розкриємо карти" 2 томи (2021)[28],
- "Суми - погляд крізь століття"(2021)[29].
- В співпраці з сином Петренко І.В. "Харитоненки працею звеличені в дворянство"(2022)[30], " Антон Чехов- "Вся душа моя на Луці"(2022)[31]
- "Рік війни. П`ята Сумська лікарня."(2023)[32]
- Остання робота:  "Бути українцем"(2023)[33].

### Наукова діяльність, навчальні посібники
- "Дренування в загальнохірургічній практиці. Навчально-методичний посібник"(2013)[34]
- Лікувальна фізкультура при неврологічних захворюваннях (2014)[35]
- "Інструктивно-методичні вказівки щодо надання відпусток"(2015)[36]
- "Керівництво з немедикаментозних методів відновлювальної медицини: навчальний посібник"(2016)[37]
- "Немедикаментозні методи лікування неврології" монографія (2018)[38]
- "Хронічна травматична енцефалопатія(хвороба Мортланда)" монографія (2018)[39]
- "Лікувальна фізкультура в травматології та ортопедії"(2018)[40]
- "Лікувальна фізкультура-Підручник"(2019)[41]
- "Фізична реабілітаційна медицина в клініці  внутрішніх хвороб" (2020)[42]
- "Асистивні засоби в фізичній та реабілітаційній медицині" навчальний посібник (2021)[43]
- "Методи(засоби) у фізичній та реабілітаційній медицині"(2021)[44]
- "ФІзична та реабілітаційна медицина.Монографія."(2022)[45]
- "Короткий довідник термінів фізичної та реабілітаційної медицини" (2023)[46]